# Xinhua International Building
Le Xinhua International Building est un gratte-ciel de 238 mètres construit en 2011 à Chongqing en Chine.